# Stuss
Lo stuss o faraone ebreo era un tipo di gioco di carte che somigliava molto al faraone, un gioco d'azzardo di origine francese del diciassettesimo secolo.
Questo gioco era particolarmente popolare alla fine del diciannovesimo secolo a New York e Chicago, continuando ad essere praticato fino al tempi della prima guerra mondiale. Spesso veniva giocato nei quartieri degli immigrati e in case di gioco gestite da delinquenti o dalla criminalità organizzata.
Si giocava su una tavoletta divisa in tredici spazi raffiguranti con dei simboli le carte che vanno dall'asso al re.
Si giocava con un mazzo di carte completo, 52 carte. Le carte venivano mescolate da un mazziere e il mazzo poggiato a faccia in giù sul tavolo. Ogni giocatore poi puntava sulle carte che speravano comparissero, puntando sulle carte raffigurate sulla tavoletta. Potevano scommettere su più carte contemporaneamente, piazzando la loro scommessa su una specifica carta o a cavallo delle carte. 
I mazziere pescava due carte. La prima era detta "carta del banchiere" ed era piazzata di lato, la carta successiva era la "carta del giocatore". Indipendentemente dal suo seme, la carta del banchiere indicava tutte le scommesse che avevano perso, le puntate erano ritirate e messe da parte. La carta del giocatore era la carta vincente.
Se entrambe le carte erano uguali allora tutte le scommesse venivano vinte dal banco. 
Una particolarità del gioco era il fatto che non veniva usato un dispencer per le carte, fatto che avrebbe prevenuto un eventuale manipolazione nel sorteggio delle carte, ma il mazzo era gestito direttamente dal mazziere.